# (9252) Goddard
(9252) Goddard (9058 P-L) – planetoida z pasa głównego asteroid okrążająca Słońce w ciągu 5,44 lat w średniej odległości 3,09 j.a. Odkryta 17 października 1960 roku.